# Ziros
Ziros (griechisch Ζηρός (m. sg.)) ist eine Gemeinde im Süden der griechischen Region Epirus. Sie wurde zum 1. Januar 2011 aus dem Zusammenschluss der heutigen Gemeindebezirke aus drei Gemeinden und der Landgemeinde Kranea gebildet, Verwaltungssitz ist die Kleinstadt Filippiada. Die Gemeinde ist nach dem Ziros-See benannt.

## Lage
Die Gemeinde Ziros liegt im Süden der Region Epirus. Das Gemeindegebiet wird von Norden nach Süden vom Louros durchflossen. Dieser bildet im Südosten die natürliche Grenze zur Gemeinde Arta. Die Gemeinde Preveza liegt westlich und nördlich Dodoni und Voria Tzoumerka.

## Verwaltungsgliederung
Die Gemeinde Ziros wurde im Rahmen der Verwaltungsreform 2010 aus dem Zusammenschluss der drei Gemeinden Filippiada, Anogio und Thesprotiko sowie der Landgemeinde Kranea gebildet. Diese haben seither den Status von Gemeindebezirken.
| Gemeindebezirk | griechischer Name            | Code   | Fläche (km²) | Einwohner 2001 | Einwohner 2011 | Stadtbezirk / Ortsgemeinschaften (Δημοτική / Τοπική Κοινότητα)                                            | Lage |
| -------------- | ---------------------------- | ------ | ------------ | -------------- | -------------- | --- | ---- |
| Filippiada     | Δημοτική Ενότητα Φιλιππιάδος | 210201 | 141,759      | 8429           | 8106           | Filippiada, Agios Georgios, Gymnotopos, Dryofyto, Kerasona, Klisoura, Nea Kerasous, Panagia, Petra, Romia |      |
| Anogio         | Δημοτική Ενότητα Ανωγείου    | 210202 | 071,462      | 1539           | 0890           | Anogio, Goryomylos, Tsangaropoulo                                                                         |      |
| Thesprotiko    | Δημοτική Ενότητα Θεσπρωτικού | 210203 | 132,915      | 5474           | 4075           | Thesprotiko, Assos, Galatas, Meliana, Nikolitsi, Pappadates, Polystafylo, Rizovouni                       |      |
| Kranea         | Δημοτική Ενότητα Κρανέας     | 210204 | 036,602      | 1052           | 0821           | Kranea |      |
| Gesamt         | Gesamt                       | 2102   | 382,738      | 16.494         | 13.892         | |      |